# Stupanj (kut)
Stupanj (znak: °) je mjerna jedinica za mjernu veličinu ravninskog kuta i jednak je vrijednosti 1/360 punog kuta. Stupanj nije jedinica iz Međunarodnog sustava (SI), ali je njegova uporaba dopuštena bez ograničenja.

## Dijelovi
Stupanj se dalje dijeli na lučne ili kutne minute (znak: ' ) i lučne ili kutne sekunde (znak: " ). 
- 1° = 60' (1 stupanj = 60 kutnih minuta)
- 1' = 60" (1 kutna minuta = 60 kutnih sekunda)

Iako uz ove jedinice prema standardima nije dopuštena uporaba 
predmetaka, u astronomiji je danas uobičajeno male vrijednosti kutova i lukova izražavati u tisućinkama lučnih sekunda (znak: mas, od eng. milliarcsecond) i milijuntinkama lučnih sekunda (znak μas, od eng. microarcsecond).
Stupanj, kutne minute i kutne sekunde pišu se bez razmaka između broja i jedinice, pa je pravilno 15° 30', a ne 15 ° 30 '.
Prema standardu ISO 36 preporuča se korištenje decimalnih stupnjeva, pa se 15° 30' piše kao 15,5°. Za kut s {\displaystyle d} stupnjeva, {\displaystyle m} kutnih minuta i {\displaystyle s} kutnih sekundi, pretvorba u decimalne stupnjeve {\displaystyle dd} se vrši prema sljedećem izrazu:
{\displaystyle dd=d+{\frac {m}{60}}+{\frac {s}{3600}}}.

## Odnos prema drugim jedinicama
U odnosu prema jedinici Međunarodnog sustava za kut radijan (rad):
{\displaystyle 1^{\circ }={\frac {\pi }{180}}\,\mathrm {rad} \approx 0{,}0175\,\mathrm {rad} }
Prema staroj metričkoj jedinici za kut gon (grad):
{\displaystyle 1^{\circ }={\frac {100}{90}}\,\mathrm {grad} \approx 1{,}1111\,\mathrm {grad} }

## Povijest
Broj 360 je vjerojatno odabran zbog broja dana u godini. Primitivni kalendari, kao npr. Perzijski kalendar, imali su 360 dana u godini. Podjela prema seksagezimalnom sustavu potječe od drevnih Sumerana. Nazivi minuta i sekunda dolaze iz latinskog, od  pars minutia prima i pars minutia seconda.